# Елагин, Иван Фомич
Ива́н Фоми́ч Ела́гин (1708—1766) — офицер российского императорского флота, капитан 1 ранга, мореплаватель, участник отряда Беринга-Чирикова Второй Камчатской экспедиции Великой Северной экспедиции, открывшей Северо-Западную Америку, произвёл опись и составил первую карту Авачинской губы, в 1740 году основал город Петропавловск-Камчатский, служил советником Адмиралтейской конторы, заведовал штурманской ротой флота, командовал Рижским портом, капитан 1 ранга.

## Биография
Иван Фомич Елагин родился в 1708 году (встречаются и другие даты рождения — 1709 и 1701). Представитель мелкопоместного дворянского рода Елагиных Псковского уезда.
В 1721 году поступил в Академию морской гвардии в Санкт-Петербурге. Во время учёбы Иван Елагин «за босотою… во учение не ходил и кормился разными работами». С 1726 года проходил практику на гребном флоте, до 1729 года в качестве штурманского ученика плавал на кораблях Кронштадтской эскадры. С 1729 по 1731 годы служил Астрахани, 20 мая 1730 года произведён в подштурманы. В 1731 году вернулся в Петербург, продолжил службу на Кронштадтской эскадре.

### Участие во Второй Камчатской экспедиции
17 апреля 1733 году по собственному желанию был назначен во Вторую Камчатскую экспедицию в отряд А. И. Чирикова, по его рекомендации. В 1733 году произведён в звание штурмана. По прибытии в Охотск штурман И. Ф. Елагин производил опись рек и осуществлял проводку судов от реки Урак до Охотска. 29 сентября 1739 года по приказу руководителя Второй Камчатской экспедиции Витуса Йонассена Беринга штурман мичманского ранга И. Ф. Елагин и мичман Василий Андреевич Хметевский на купеческом судне были отправлены из Охотска в Большерецк. Они выполняли роль авангарда экспедиции Беринга, который поручил штурману Елагину описать побережье Камчатки. Штурман прошел сушей от устья Большой реки до мыса Лопатка, а весной 1740 года, обследовав обширную Авачинскую губу, где имелись три бухты, он остановил свой выбор на наиболее удобной из них для стоянки кораблей, произвел её опись и составил карту. Плотники, прибывшие из Большерецкого острога, приступили к делу, и летом 1740 года на берегу гавани поднялись стены пяти жилых домов, трех казарм и трех амбаров. В июне того же года в Охотске были спущены на воду трехмачтовые пакетботы «Святой Петр» и «Святой Павел». Зимой 1739—1740 года по берегу и летом 1740 года на боте Елагин выполнил съёмку около 700 километров побережья полуострова Камчатка, от устья реки Большой до Авачинской губы включительно, произвёл промеры глубины и определил возможность захода в губу пакетботов экспедиции, нанёс на карту пять прибрежных вулканов, в том числе Авачинскую Сопку.

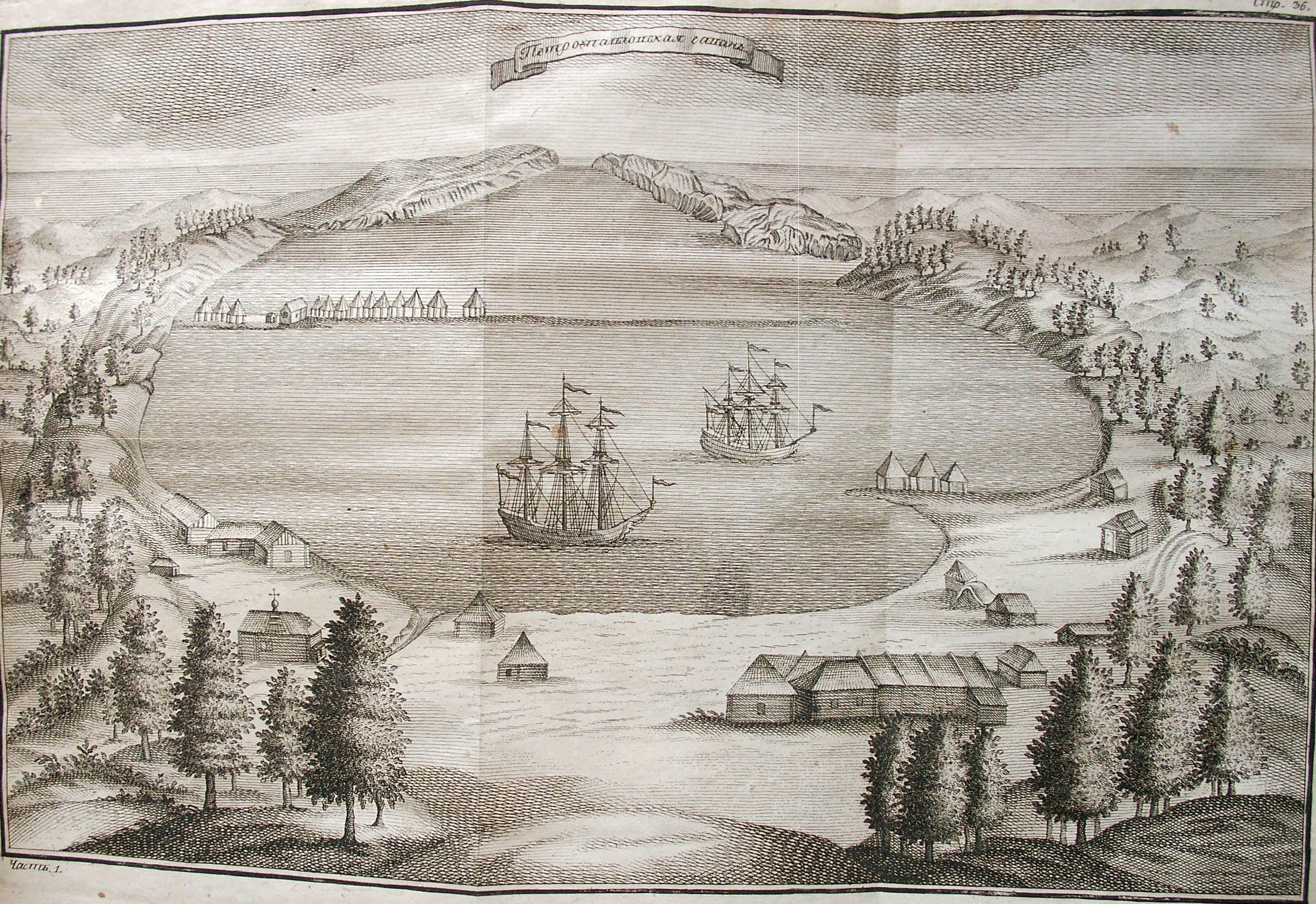
Гравюра Петропавловска, XVIII век. Основатель города — И. Ф. Елагин

10 июня 1740 года отряд под командованием Ивана Елагина приступил к строительству складских и жилых помещений на северном берегу Ниакиной бухты Авачинской губы у ительменского стойбища Аушина, основав тем самым новый русский посёлок — будущий город Петропавловск (ныне Петропавловск-Камчатский).
6 октября (17 октября) 1740 года в Авачинскую губу прибыли пакетботы «Святой апостол Павел» под командованием Алексея Чирикова и «Святой апостол Петр» — командир Витус Беринг. Этот день считается днём рождения города Петропавловска (по дате основания города идут споры).
3 декабря 1741 года был произведён в мичманы и под командой А. Чирикова плавал к берегам Северо-Западной Америки, принимал участие в открытии около 400 километров западного побережья островов Александра, части хребта Святого Ильи и полуострова Кенай, островов Афогнак и Кадьяк, а также четырёх островов Алеутской гряды. На обратном пути, несмотря на смерть от цинги двух лейтенантов И. Л. Чихачева и М. Г. Плаутина, и штурмана А. М. Дементьева, тяжёлую болезнь капитана Чирикова и собственное недомогание, Елагин благополучно довёл судно к Камчатке. В 1742 году снова плавал под командой А. И. Чирикова на восток. Во время этого плавания были открыты (вторично после Беринга) Командорские острова.
В конце 1742 года Елагин доставил в Санкт-Петербург рапорт А. Чирикова президенту Адмиралтейств-коллегии Н. Ф. Головину — первое в истории описание побережья Северо-Западной Америки. Чириков писал в Адмиралтейств-коллегию: «Оного Елагина за такие в неизвестных местах дальние вояжи, в которых он как в пользу высокой е. и. в. службы, також и к спасению всего судна с людьми от чаемой гибели оказал ревностнейшие труды, к тому жив искусстве по ево достоинству аттестован, что всего того судна правление на нем лежало..., почитая оную службу и труды за чрезвычайные, произвесть ево без баллотирования по вышеписанному достоинству прямо в лейтенанты морские».

### Последующая служба
27 января 1743 года Елагин был произведён в лейтенанты со старшинством с 3 декабря 1741 года, при отсутствии вакансии был оставлен в Санкт-Петербурге и назначен в корабельную команду с предоставлением отпуска, в котором он не был 20 лет. 6 мая 1743 года был назначен для прохождения службы на яхту «Елизабет». 5 сентября 1751 года по новому штату был записан тем же рангом, а 3 октября того же года произведён в капитан-лейтенанты с назначением в галерный флот.
До 1752 года Елагин служил на Балтике и в Архангельске. 8 декабря 1752 года назначен советником в Адмиралтейскую контору, но в связи с болезнью, с 1753 года обязанности советника выполнять не мог, находился на излечении. 20 декабря 1754 года был командирован в Саратов, где до 1757 года занимался перевозками соли.
18 февраля 1758 года произведён в капитаны 2 ранга и переведён в корабельный флот. 12 декабря 1760 года Елагин был назначен заведовать штурманской ротой, «который, как к содержанию, так и обучению оной роты служителей по искусству его достоин». 10 апреля 1762 года был произведён в капитаны 1 ранга и назначен командиром Рижского порта. Оставался в этой должности до самой смерти.
Умер Иван Фомич Елагин 21 марта 1766 года в Риге.

## Память
В честь Елагина назван мыс на полуострове Лисянского (Охотское море).
Именем Елагина названа одна из улиц города Петропавловска-Камчатска — улица Штурмана Елагина.